# Флорида (Чилі)
Флорида (ісп. Florida) — селище в Чилі. Адміністративний центр однойменної комуни. Населення — 3875 осіб (2002). Селище і комуна входить до складу провінції Консепсьйон і регіону Біобіо.
Територія комуни - 608,6 км ². Чисельність населення - 10 017 осіб (2007). Щільність населення - 16,46 чол/км².

## Розташування
Селище розташоване за 34 км на схід від адміністративного центру області міста Консепсьйон.
Комуна межує:
- на північному сході - з комуною Ранкіль;
- на сході - з комуною Кільйон;
- на півдні - з комунами Юмбель, Уалькі;
- на заході — з комунами Пенко, Консепсьйон;
- на північному заході - з комуною Томе.

## Демографія
Згідно з даними, зібраними під час перепису Національним інститутом статистики, населення комуни становить 10 017 осіб, з яких 5068 чоловіків та 4949 жінок.
Населення комуни становить 0,51% від загальної чисельності населення області регіону Біобіо. 60,19% відноситься до сільського населення і 39,81% - міське населення.